# Robin Hull
Robin Hull (* 16. August 1974 in Helsinki) ist ein finnischer Snookerspieler. Zwischen 1993 und 2019 spielte er insgesamt 21 Jahre als Profi auf der Main Tour und erreichte in den frühen 2000er Jahren Platz 32 der Weltrangliste. 2016 gewann er im Sonderformat Shoot-Out sein einziges Profiturnier.
Im Amateurbereich gewann er einmal die U21-Weltmeisterschaft und zweimal den Europameistertitel. Mit 15 Siegen ist Hull finnischer Rekordmeister im Snooker.

## Karriere

### Anfänge
Hull nahm 1991 zum ersten Mal an einer Amateurweltmeisterschaft teil, wo er im Viertelfinale gegen den Belgier Patrick Delsemme ausschied. Ein Jahr später gewann er die U21-Weltmeisterschaft der Amateure mit 11:7 gegen den Belgier, wodurch er sich einen Main-Tour-Platz sichern konnte. Kurz darauf wurde er zum ersten Mal finnischer Amateurmeister. Des Weiteren nahm er an der Amateurweltmeisterschaft teil, doch er schied auf dem dritten Platz in der Gruppenphase aus.

### Profijahre 1992–1997

#### Saison 1993/94
Zu Beginn der Saison verlor Hull mit 6:8 gegen Neil Mosley im Finale der Snookereuropameisterschaft.
Hull feierte direkt in den ersten Turnieren Erfolge. Durch die hohe Anzahl von Profispielern, die zeitweise bei über 600 Spielern lag, mussten sich ungesetzte Spieler durch zahlreiche Qualifikationsrunden kämpfen. Beim ersten Ranglistenturnier der Saison verlor Hull in der siebenten von neun Runden gegen Nick Dyson. Beim Grand Prix schaffte er es in die Hauptrunde, wo er gegen Jason Ferguson ausschied. Beim Qualifikationsturnier für das Masters erreichte er die dritte Runde, wo er gegen Mike Hallett ausschied. Beim UK Championship erreichte er immerhin die fünfte Runde der Qualifikation, bei den European Open nur noch die dritte. Nach einer Auftaktniederlage bei den Welsh Open gegen den Nordiren Gerard Greene zog er bei den International Open in die nächsten Hauptrunde ein, wo er direkt mit 2:5 gegen David Roe ausschied. Nach einer Niederlage in der dritten Qualifikationsrunde für das Thailand Masters  erreichte er beim zweiten Event der Strachan Challenge – einer Serie von Minor-ranking-Turnieren – das Achtelfinale, wo er dem Waliser Paul Davies unterlag. Zum Saisonabschluss erreichte er sowohl bei den British Open als auch bei der Snookerweltmeisterschaft die fünfte Qualifikationsrunde. Hull beendete die Saison auf Weltranglistenplatz 212.

#### Saison 1994/95
Zum Saisonbeginn schied Hull früh in der Qualifikation für das Dubai Classic sowie in der Grand-Prix-Qualifikation aus. Beim Qualifikationsturnier für das Masters verlor er im Viertelfinale gegen Rod Lawler mit 2:5, nachdem er Paul Davies und Anthony Hamilton besiegt hatte. Beim UK Championship schied er in der fünften Qualifikationsrunde und nach einer Drittrundenniederlage bei den European Open in der vorletzten Qualifikationsrunde der Welsh Open aus. Nachdem er bei den International Open die vierte Qualifikationsrunde erreicht hatte, verlor er sowohl bei den Thailand Open als auch bei den British Open in der dritten Runde. Zum Saisonabschluss erreichte er die vorletzte Qualifikationsrunde für die Snookerweltmeisterschaft, wo er an Dave Finbow scheiterte. In der Weltrangliste platzierte er sich auf Platz 128.

#### Saison 1995/96
Nach einer Auftaktniederlage beim Thailand Classic konnte er zu Beginn der Saison die zweite Runde des Qualifikationsturniers für das Masters erreichen. Nach einer Auftaktniederlage beim Grand Prix erreichte er beim UK Championship die Runde der letzten 128, wo er gegen Stephen O’Connor ausschied. Nach ein er weiteren Auftaktniederlage, diesmal bei den German Open, konnte er bei den Welsh Open, bei den International Open und bei den European Open die Runde der letzten 128 erreichen, wo Karl Burrows, Jim Chambers und Michael Judge ihn besiegen konnten. Bei den Thailand Open erreichte er dir Runde der letzten 128, wo er gegen Paul McPhilips verlor. Zum Saisonabschluss verlor er sowohl bei den British Open als auch bei der Snookerweltmeisterschaft sein Auftaktmatch in der sechsten Qualifikationsrunde, sodass er auf der Weltrangliste sich auf Platz 132 verschlechterte.
Beim Malta Masters, einem Einladungsturnier, schied er nach einem Sieg über Shokat Ali im Viertelfinale gegen Mark Davis aus.

#### Saison 1996/97
Zum Saisonauftakt verlor Hull in der vorletzten Qualifikationsrunde für das Asian Classic gegen den späteren Achtelfinalisten Karl Burrows. Nach einer Auftaktniederlage beim Benson & Hedges Championship erreichte er beim Grand Prix die Hauptrunde, wo er mit 0:5 gegen Martin Clark verlor. Beim UK Championship und bei den German Open erreichte er jeweils die Runde der letzten 128, bei den Welsh Open kam er eine Runde weiter. Nach zwei weiteren frühen Niederlagen gelangen ihm bei den Thailand Open Siege über Eugene Hughes, Chris Shade, Drew Henry, Jonathan Birch und Dene O’Kane, bevor er in der Wildcardrunde auf Kwok Ming Chan traf. Doch Hull machte seinen dritten Einzug in eine Hauptrunde von einem Ranglistenturnier durch einen 5:4-Sieg perfekt. In der ersten Hauptrunde traf er auf Ronnie O’Sullivan, der ihn mit 2:5 aus dem Turnier warf. Nach zwei weiteren Auftaktniederlagen zum Ende der Saison landete er auf Weltranglistenplatz 102 und verlor somit seinen Profistatus.

### Amateurjahr 1997/98
Zu Beginn der Saison versuchte sich Hull über die WPBSA Qualifying School ein Main-Tour-Startplatz zu sichern, doch er scheiterte. Doch dieses Ticket ergatterte er bei der Europameisterschaft 1997, wo er durch Siege über David Lilley, Joe Grech und Graham Horne im Finale stand, was er mit 7:3 gegen den Isländer Kristján Helgason gewann. Noch im selben Jahr nahm Hull an der Amateurweltmeisterschaft teil, wo er im Achtelfinale gegen Raymon Fabrie ausschied. Im Laufe des Jahres 1998 nahm Hull an mehreren Events der UK Tour teil, doch über das Achtelfinale kam er nie hinaus. Dennoch durfte er als Amateur an der Qualifikation für die Snookerweltmeisterschaft teilnehmen, wo er in der dritten Runde gegen Oliver King verlor. Hull nahm ebenfalls an der Snookereuropameisterschaft teil, doch er verlor nach überstandener Gruppenphase und einem Sieg über Landsmann Kimmo Lång im Achtelfinale gegen Björn Haneveer.

### Profijahre 1998 bis 2008

#### Erste Profijahre
Zu Beginn der Saison erreichte Hull beim Grand Prix die Hauptrunde, in welcher nach einem Sieg über Dominic Dale gegen Gary Wilkinson ausschied. Beim zweiten Event der UK Tour und beim Benson and Hedges Championship erreichte er das Viertelfinale, wo er gegen Alfie Burden und Dave Harold ausschied. Bei letzterem Turnier konnte er mit Wayne Jones, Dean Reynolds und Darren Morgan gleich drei erfolgreiche Spieler der letzten Jahre besiegen. Beim UK Championship verlor er im Overseas Qualifier gegen den Thailänder Phaitoon Phonbun. Nach einer frühen Niederlage beim Irish Masters erreichte er bei den Welsh und Scottish Open erreichte er die letzte Qualifikationsrunde, wo er David Roe und Joe Swail unterlag, und beim Thailand Masters die drittletzte Qualifikationsrunde (die durch ein anderes System dieselbe wie bei den letzten beiden Turnieren war). Nach mehreren Auftaktniederlagen konnte Hull in der WM-Qualifikation in die Overseas Qualifiers einziehen, wo er den Kanadier Tom Finstad mit 10:0 besiegte. In der nächsten Runde, der drittletzten Qualifikationsrunde, unterlag er dem Weltmeister von 1986, Joe Johnson, mit 7:10. Auf der Weltrangliste kletterte er sofort auf Platz 101, ein neuer Höchststand für den Finnen.
Die nächste Saison verlief deutlich schlechter, lediglich beim Malta Grand Prix, erreichte er die Hauptrunde, zwei weitere Male scheiterte er in der letzten Qualifikationsrunde. Auf der Weltrangliste verlor er nur einen Platz.
Im Jahr 2000 zog er bei der Amateurweltmeisterschaft ins Halbfinale ein, wo er gegen Stephen Maguire ausschied. Zum Start der Saison 2000/01 zog er nach zwei frühen Niederlagen in die Runde der letzten 64 beim Benson & Hedges Championship ein, wo er gegen Craig Harrison verlor. Beim UK Championship erreichte er die drittletzte Qualifikationsrunde, wo er gegen den Nordiren Patrick Wallace ausschied. Ebenjene Rund erreichte er auch den bei den Welsh Open und den Scottish Open, bei den China Open und dem Thailand Masters kam er sogar eine Runde weiter. Bei der Snookerweltmeisterschaft erreichte er die viertletzte Qualifikationsrunde, in der er Ali Carter unterlag. Auf der Weltrangliste beendete er die Saison auf Platz 86.

#### Aufenthalt in den Top 50
Direkt zum Auftakt der Saison 2001/03 erreichte Hull bei den British Open die Hauptrunde, wo er an Joe Swail scheiterte. Beim LG Cup zog er direkt in die nächste Hauptrunde ein, diesmal unterlag er Mark King mit 3:5. Nach einer 4:5-Niederlage gegen Lee Walker in der drittletzten Qualifikationsrunde für die European Open erreichte er beim UK Championship das Achtelfinale, wo er mit 4:9 dem Engländer Stephen Lee unterlag. Nach einer Auftaktniederlage bei den Welsh Open verlor er in der vorletzten Qualifikationsrunde für die China Open gegen Darren Morgan. Bei den Thailand Masters unterlag dem Lokalmatador James Wattana in der letzten Qualifikationsrunde. Zum Saisonabschluss besiegte er in der Qualifikation für die Snookerweltmeisterschaft die Engländer Craig Butler, Neal Foulds, Gary Ponting und Gary Wilkinson, sodass er in die allerletzte Qualifikationsrunde einzog. Dort traf er auf Steve Davis, der in den 1980er-Jahren sechs Weltmeisterschaften gewann. Doch Hull setzte sich mit 10:8 durch und stand zum ersten Mal in seiner Karriere in der WM-Endrunde im Crucible. Er traf in der ersten Hauptrunde auf den Schotten Graeme Dott, dem er mit 6:10 unterlag. Auf der Weltrangliste kletterte er auf Platz 39.
Nach einer frühen Niederlage beim Scottish Masters erreichte Hull beim ersten Ranglistenturnier der Saison – dem LG Cup – die letzte Qualifikationsrunde, in welcher er mit 4:5 gegen James Wattana verlor. Nach einer Reihe von Auftaktniederlagen besiegte er bei den Welsh Open in der Qualifikation Stuart Pettman und Chris Small und in den ersten beiden Hauptrunden die Schotten Graeme Dott und John Higgins. Im Viertelfinale traf er auf Mark Williams und verlor mit 4:5 – Williams sollte im Laufe der Saison als erst zweiter Spieler überhaupt alle Turniere der Triple Crown in einer Saison gewinnen. Bei den European Open erreichte er ebenfalls die Hauptrunde, wo er direkt gegen Paul Hunter verlor. Nach zwei weiteren Auftaktniederlagen verlor er in der letzten Qualifikationsrunde für die Snookerweltmeisterschaft gegen den Ex-Weltmeister John Parrott. Auf der Weltrangliste erreichte er seine Höchstplatzierung, er verbesserte sich um sieben Positionen auf Platz 32.
Zum Start der Saison 2003/04 zog Hull in die erste Hauptrunde beim LG Cup ein, wo er gegen Mark Williams ausschied. Nach drei Niederlagen in der letzten Qualifikationsrunde erreichte er bei den European Open nach einem Sieg über Stuart Bingham die Hauptrunde, doch er erkrankte an einem Virus. Dieser Virus zog sich bis zum Saisonende, sodass Hull kein einziges Spiel mehr spielte. Auf der Weltrangliste stürzte er auf Platz 46 ab.

#### Etablierung in den Top 55
Nach zwei Auftaktniederlagen zum Beginn der Saison 2004/05 verlor Hull in der letzten Qualifikationsrunde für den UK Championship mit 7:9 gegen Mark King. Auch bei den Welsh Open und dem Malta Cup schied er in dieser Runde aus, erst gegen Ian McCulloch, dann gegen Robert Milkins. Bei den Irish Masters erreichte er zum ersten Mal in der Saison die Hauptrunde, doch er schied direkt gegen Stephen Hendry aus. Zum Saisonende verlor er zwei weitere Male in Auftaktpartien, in der WM-Qualifikation sogar trotz eines 129er-Breaks mit 9:10 gegen Paul Wykes. Auf der Weltrangliste stürzte er aus den Top 50 heraus, er landete auf Platz 55. Zum Ende der Saison gewann er zum zweiten Male die finnische Meisterschaft, er besiegte im Finale Risto Värynen mit 5:4.
Nachdem er im ersten Ranglistenturnier der Saison 2005/06 in der Runde der letzten 64 ausgeschieden war, erreichte er beim Masters Qualifying Event das Achtelfinale, wo er gegen Stuart Bingham ausschied. Beim UK Championship verlor er in der zweiten Qualifikationsrunde gegen den 18-jährigen Chinesen Ding Junhui, der nach seinem China-Open-Sieg in der vorherigen Saison im Finale des Turnieres überraschend Steve Davis besiegte. Nach überstandener Qualifikation konnte Hull beim Malta Cup Steve Davis und Barry Hawkins, sodass er zum zweiten Mal in seiner Karriere im Viertelfinale eines Ranglistenturnieres stand. Dort unterlag er dem Schotten Graeme Dott, der knapp drei Monate später Weltmeister werden sollte. Nach zwei Auftaktniederlagen erreichte Hull die vorletzte Qualifikationsrunde für die Snookerweltmeisterschaft, wo er gegen Mark Davis verlor. Auf der Weltrangliste verbesserte er sich um vier Plätze.
Die Saison 2006/07 begann für Hull mit einer Auftaktniederlage und der Teilnahme am Grand Prix, wo er nach überstandener Qualifikation in der Gruppenphase mit drei Siegen aus fünf Spiele ausschied. Beim UK Championship besiegte er in der Qualifikation Jeff Cundy, Jimmy White und Nigel Bond und in der Hauptrunde Neil Robertson, bevor er im Achtelfinale gegen Graeme Dott ausschied. Nach mehreren Auftaktniederlagen erreichte er bei den China Open die vorletzte Qualifikationsrunde, in welcher er gegen Drew Henry ausschied. Am 27. Februar 2007 sollte Hull in der Qualifikation gegen Mark Joyce spielen, doch auf ärztlichen Rat gab er kampflos auf. Die Ärzte hatten bei ihm einen unregelmäßigen Herzschlag diagnostiziert, seine Kondition soll wohl so schlecht gewesen sein, dass er nicht gerade laufen konnte. Auf der Weltrangliste fiel er auf Platz 55 zurück.
In der folgenden Saison kehrte Hull mit zwei Auftaktniederlagen und einem Ausscheiden aus der Qualifikation für den Grand Prix zurück. Bei der Northern Ireland Trophy verlor er in der vorletzten Qualifikationsrunde gegen David Gray. Es sollte sein letztes Profimatch in der Saison sein: Nachdem er sein Qualifikationsmatch für die Snookerweltmeisterschaft aufgeben musste, gab er eine Woche später bekannt, sich aus dem Profisnooker zurückzuziehen. Als Grund dafür gab er anhaltende gesundheitliche Probleme an, die durch die Virusinfektion 2003, durch die zahlreichen Reisen sowie durch den Leistungsdruck entstanden sind.

### Amateurjahre bis 2011
Im Jahr 2011 gewann er zum dritten Mal die finnische Meisterschaft, diesmal durch ein 4:0 über Antti Mannila. Im Jahr darauf schied er in der Runde der letzten 32 aus. Noch im Jahr 2011 schaffte er das Comeback auf die Profitour über die Q School im ersten von drei Qualifikationsturnieren. Im Gruppenfinale besiegte er David Gilbert mit 4:3.

### Profijahr 2011/12
Hull nahm in seiner ersten Profisaison seit 2007/08 nur an wenigen Turnieren teil Auf der Players Tour Championship verlor er alle seine Auftaktspiele, bei Ranglistenturnieren erreichte er drei Mal die Runde der letzten 80. Auf Platz 94 der Rangliste schied Hull direkt wieder aus der Profitour aus.

### Amateurjahr 2012/13
Im Mai gewann Hull die finnische Snooker-Meisterschaft durch ein 5:0-Sieg über Kimmo Lang. Als Amateur nahm Hull an der Qualifikation für die WM-Qualifikation teil, wo er direkt gegen Paul Wykes ausschied. Im Juni 2013 gewann Hull die Europameisterschaft durch ein 7:2-Sieg über Gareth Allen, sodass er für die folgende Saison wieder ein Ticket für die Main Tour bekam.

### Profijahre ab 2013

#### Saison 2013/14
In der Saison 2013/14 verlor Hull zahlreiche Auftaktspiele. Bei der 6-Red World Championship unterlag er nach überstandener Gruppenphase in der Runde der letzten 32 dem Engländer Stuart Bingham. Bis zur Snookerweltmeisterschaft konnte er (ohne 6-Red-WM) nur zwei Spiele gewinnen. Doch in der Qualifikation besiegte Hull Tony Drago, Tian Pengfei, Ian Burns und in der entscheidenden Qualifikationsrunde Peter Ebdon, sodass er zum zweiten Mal in seiner Karriere in der WM-Endrunde stand. Dort verlor er direkt gegen Ronnie O’Sullivan, der im Finale gegen Mark Selby verlor. Auf der Weltrangliste platzierte er sich auf Platz 95.
Im Jahr 2014 konnte Hull zum zweiten Mal in Folge die finnische Snooker-Meisterschaft gewinnen. Er besiegte Kimmo Lang mit 5:4.

#### Saison 2014/15
Direkt zu Beginn der Saison erreichte Hull das Viertelfinale des Wuxi Classics, wo er gegen Joe Perry ausschied. Nach mehreren frühen Niederlagen erreichte er beim UK Championship die zweite Runde, in der er gegen Shaun Murphy verlor. Bei den China Open erreichte er das Achtelfinale, wo Kurt Maflin ihn besiegte. Zum Saisonende zog Hull zum zweiten Mal in Folge in die Hauptrunde der Snookerweltmeisterschaft ein, wo er gegen Shaun Murphy ausschied. Dadurch rettete er sich auf der Snookerweltrangliste auf den sicheren 61. Platz.

#### Saison 2015/16
Nach einem miserablen Saisonstart erreichte Hull die Runde der letzten 32 beim UK Championship, wo er gegen Luca Brecel ausschied. Nachdem er die Runde der letzten 64 beim German Masters erreicht hatte, startete Hull die Siegesserie seines Lebens: Beim Shoot-Out – einem Einladungsturnier mit Sonderregeln – besiegte er Craig Steadman, Judd Trump, Ian Burns, Ryan Day und im Halbfinale Mark Williams, sodass er in seinem ersten Finale auf der Snooker Main Tour stand. Er traf auf Luca Brecel, doch Hull gewann mit 50:36. Bei den Welsh Open und bei den China Open erreichte er beide Male die erste Hauptrunde, wo er beide Male ausschied. Bei der Snookerweltmeisterschaft verlor er in der zweiten von drei Qualifikationsrunden gegen Dechawat Poomjaneg. Auf der Weltrangliste verbesserte er sich um zwei Plätze, sodass er ein weiteres Jahr auf der Main Tour verblieb.

#### Saison 2016/17
Nach einer Reihe von frühen Niederlagen zum Start der Saison erreichte Hull bei den European Masters die zweite Hauptrunde, in welcher er gegen Tom Ford verlor. Durch seinen Turniersieg in der letzten Saison konnte Hull beim Champion of Champions teilnehmen, wo er im Achtelfinale gegen Ronnie O’Sullivan ausschied. Bei den Northern Ireland Open erreichte er die Runde der letzten 32, in welcher er Mark Allen unterlag. Dieselbe Runde erreichte Hull auch bei den Scottish Open, wo er gegen Marco Fu ausschied. Seinen größten Erfolg feierte der Finne beim German Masters im Berliner Tempodrom, wo er in der Qualifikation Luca Brecel und Matthew Stevens besiegte, In der ersten Hauptrunde besiegte er den Engländer Jimmy White in einem engen Match mit 5:4, sodass er ins Achtelfinale einzog. Dort unterlag er dem Waliser Ryan Day. Bei den Welsh Open erreichte Hull die Runde der letzten 32, in welcher er mit 0:4 gegen Stuart Carrington verlor. Nach zwei weiteren frühen Niederlagen schied er auch in der ersten Qualifikationsrunde für die Snookerweltmeisterschaft aus, er verlor gegen die mehrfache Frauenweltmeisterin Reanne Evans. Auf der Weltrangliste stürzte er aus den Top 64 auf Platz 69, doch er konnte sich über die Ein-Jahres-Weltrangliste für zwei weitere Jahre qualifizieren.

#### Saison 2017/18
Zu Saisonbeginn erreichte Hull die Runde der letzten 32 beim Riga Masters, wo er gegen Ken Doherty verlor. Nach einer Reihe von Auftaktniederlagen erreichte Hull beim International Championship durch ein 6:2 über Zhou Yuelong die Hauptrunde, wo er direkt gegen Jimmy Robertson ausschied. Bei den Northern Ireland Open erreichte er die Runde der letzten 32, wo er gegen Ryan Day verlor. Nach einer weiteren Serie von frühen Niederlagen besiegte er in der ersten Qualifikationsrunde für die Snookerweltmeisterschaft den Chinesen Cao Yupeng mit 10:7, anschließend unterlag er dem Engländer Andrew Higginson. Auf der Snookerweltrangliste belegte er zum Saisonende Platz 99.
Im ersten Halbjahr 2018 gewann Hull zum sechsten Mal die finnische Snooker-Meisterschaft, er besiegte im Finale Antti Tolvanen.

#### Saison 2018/19
Zum Start der Saison erreichte Hull beim Riga Masters die Hauptrunde, wo er gegen Scott Donaldson ausschied. Kurz darauf erreichte er die Hauptrunde der Indian Open, doch das Turnier wurde verlegt. Nach einer Reihe von Auftaktniederlagen besiegte er bei den Northern Ireland Open den Nordiren Jordan Brown und den Chinesen Tian Pengfei, bevor er in der Runde der letzten 32 gegen Ryan Day verlor.

## Erfolge
| Ausgang         | Jahr | Turnier                           | Finalgegner       | Ergebnis    |
| --------------- | ---- | --------------------------------- | ----------------- | ----------- |
| Amateurturniere |      |                                   |                   |             |
| Sieger          | 1992 | IBSF U21-Snookerweltmeisterschaft | Patrick Delsemme  | 11:7        |
| Sieger          | 1992 | Finnische Snooker-Meisterschaft   | Jyri Virtanen     | 5:0         |
| Zweiter         | 1993 | EBSA-Snookereuropameisterschaft   | Neil Mosley       | 6:8         |
| Sieger          | 1997 | EBSA-Snookereuropameisterschaft   | Kristján Helgason | 7:3         |
| Sieger          | 2002 | WSA Open Tour 2001/02 – Event 3   | Colm Gilcreest    | 5:4         |
| Sieger          | 2005 | Finnische Snooker-Meisterschaft   | Risto Värynen     | 5:4         |
| Sieger          | 2009 | Finnische Snooker-Meisterschaft   | Kimmo Lang        | 4:0         |
| Sieger          | 2010 | Finnische Snooker-Meisterschaft   | Janne Hakkinen    | 5:0         |
| Sieger          | 2011 | Finnische Snooker-Meisterschaft   | Antti Mannila     | 4:0         |
| Sieger          | 2011 | Q School – Event 1                | David Gilbert     | 4:3         |
| Sieger          | 2013 | Finnische Snooker-Meisterschaft   | Kimmo Lang        | 5:0         |
| Sieger          | 2013 | EBSA-Snookereuropameisterschaft   | Gareth Allen      | 7:2         |
| Sieger          | 2014 | Finnische Snooker-Meisterschaft   | Kimmo Lang        | 5:4         |
| Sieger          | 2018 | Finnische Snooker-Meisterschaft   | Antti Tolvanen    | 4:1         |
| Sieger          | 2020 | Finnische Snooker-Meisterschaft   | Heikki Niva       | 4:0         |
| Sieger          | 2021 | Finnische Snooker-Meisterschaft   | Iiro Sirkiä       | 4:1         |
| Sieger          | 2023 | Finnische Snooker-Meisterschaft   | Heikki Niva       | 4:1         |
| Sieger          | 2024 | Finnische Snooker-Meisterschaft   | Heikki Niva       | 4:2         |
| Profiturniere   |      |                                   |                   |             |
| Sieger          | 2016 | Snooker Shoot-Out                 | Luca Brecel       | 1:0 (50:36) |